# Editura Eminescu
Editura Eminescu a fost o editura specializată în literatură română, creată în 1969, intrată în dificultăți dupa revoluția din 1989 și inchisă definitiv prin 2009. Înființată ca instituție de interes național, i s-a dat numele marelui poet român Mihai Eminescu. De-a lungul celor patru decenii de existență, pe măsură ce și-a diversificat sistemul editorial, Editura Eminescu și-a menținut și adâncit profilul său inițial, cel de promovare al literaturii românești contemporane, ca o formă concretă de reflectare a creativității românești. De asemenea, editura s-a concentrat în publicarea unor lucrări de necesitate pentru diverse categorii de cititori.

## Scurtă prezentare
Născută din Editura pentru Literatură în 1969, ea a promovat de-a lungul timpului literatura română, mari scriitori de ieri și de azi, numeroase colecții de literatură. În prezent, conform propriilor afirmații de pe site-ul editurii, colectivul editurii Eminescu „își concentrează activitatea pentru o restructurare a editurii care are în vedere diversificarea tematicii editoriale prin cuprinderea într-o mai mare măsură a valorilor culturii universale, prin lucrări dedicate tineretului și prin lucrări de spiritualitate, religie, filosofie și psihologie”.

## După anul 1989
După anul 1989, editura și-a lărgit aria de cuprindere geografică, publicând cărți ale unor autori din afara României, dar din arealul extins al limbii române, așa cum sunt cei din Republica Moldova, Ucraina și cei din diaspora română.
Cândva după 1990, la întoarcerea în țară din Statele Unite a scriitoarei Silvia Cinca, aceasta a devenit director al editurii. Cu toate acestea, la publicarea cărții în care și-a prelucrat șocul reîntoarcerii, „Ofensiva curajului”, a apelat la editura Ruby.
În decembrie 1997 editura a fost formal reînființată. În 2010 editura a fost cumparată de Ion Cristoiu si Vlad Pufu (grupul Evenimentul Românesc) de la scriitoarea Silvia Cinca, în speranța că se vor putea recupera drepturile de autor care aparținuseră editurii înainte de 1989. Cel târziu în 2022, Editura Eminescu nu mai avea angajați și din 2023 cifra de afaceri era de zero lei, cu datorii stagnante.

## Serii și colecții

### ColecțiaProzatori români contemporan
În această colecție au fost publicate cărți semnate de George Bălăiță, Augustin Buzura, Maria-Luiza Cristescu, Bujor Nedelcovici, Dumitru Radu Popescu, Mircea Horia Simionescu, Constantin Țoiu și alții.

### ColecțiaCritică literară
Acestă colecții cuprinde studii ample și detaliate dedicate tuturor momentelor importante ale evoluției literaturii romane. Printre autorii publicați se pot aminti Nicolae Balotă, George Dimisianu, Ecaterina Mihailă, Romul Munteanu, Alexandru Paleologu, Eugen Simion, Roxana Sorescu și alții.

### Biblioteca de filosofie
Gh. I. Bratianu, Tudor Vianu, Victor Papacostea, Mircea Florian, C. Radulescu-Motru, P.P. Negulescu, Nae Ionescu etc.

### Poeți români contemporani
- Ioan Vădan este un poet român contemporan.
- Mihăiță Macoveanu[5] este ultimul poet român contemporan publicat.